# Brigantony
Brigantony, pseudonimo di Antonino Caponnetto (Catania, 24 aprile 1948 – Catania, 22 luglio 2022), è stato un cantautore italiano di musica popolare noto anche come Brigan Tony; ha venduto milioni di copie e le sue composizioni sono state tradotte in più lingue; il repertorio varia dalla musica popolare siciliana al rock, alla musica dance anni ottanta e novanta fino al rap, spaziando dai temi goliardici alla canzone impegnata.

## Biografia
Nato nel rione Cibali, a Catania, nel 1948, all'età di 28 anni emigra in Belgio, dove inizia a lavorare come muratore. Con alcuni risparmi riesce a incidere il primo disco, A bella vita, inizialmente uscito col titolo A zita pilusa (letteralmente "La fidanzata pelosa"), poi cambiato nell'edizione dell'anno successivo. La sua musica spazia dalla tarantella siciliana (Tarantella erotica, Tarantella cumannata ecc.) al rock (Nannu rock, U vinu sicilianu, Mi stuppai na Fanta, ecc.), dal boogie-woogie allo swing, alla dance anni Ottanta e Novanta (Semu fuiuti frischi ecc.), dal rap (Opa'cche bellu 'u cinima) al pop, alla latino-americana, fino al blues.

### Anni ottanta
Al primo seguono gli album Divertimento in folk (1980), Brigan Tony si scatena!! (1981), ...con amore (1983) e 1X2 (1984). All'interno cominciano a farsi strada altri generi, soprattutto il rock'n'roll, con testi ricchi di doppi sensi e critiche alla vita sociale, tutto trattato in maniera goliardica. A fianco di queste canzoni vi sono anche brani più seri come Carusidda Siciliana, Amuri Miu, Bedda e America. Con l'album Brigan Tony e la sua Sicilia (1985) esplora altri generi continuando a produrre anche scenette comiche. Durante la seconda metà degli ottanta pubblica altri quattro album: Vamos a pilus (1985), A ciolla (1987), 'Cò bullu (1988) e 'U sucu do pollu (1989), intervallati da altri dischi di scenette.
Fra i brani di questo periodo ci sono A sucalora, Semu fuiuti frischi, Osvaldo, Kala Bula, U cannolu e le cover Mi stuppai na Fanta (parodia di The Final Countdown degli Europe), Iaffiu 'u cuttu (I Feel Good di James Brown) e Si futtenu a mé vespa  (Hanno ucciso l'Uomo Ragno di 883). È presente anche Mi piaci a mia to soru che fu presentata al festival di Sanremo, ma rifiutata alle selezioni.

### Anni novanta
Negli anni novanta pubblica altri dischi come Cò filter (1990), Love (1990) e D.O.C. (1991) dove come tradizione alterna brani musicali a scenette parlate.
Nel 1992 pubblica Bastardes dove esplora nuovi stili quali il latino-americano, la dance e il rap di moda nel periodo; con il brano Rap pidoscia mescola Non m'annoio e Il Capo della Banda di Jovanotti con Get on up di James Brown; Isa Ancora Casay che riprende Please don't go; la formula continuerà anche in album successivi come Super Brigantony Man (1992) e Ppà vannu cu ce' ce' (1993).
Negli album Micio Tempio 2000 (1992) e Micio Tempio 2000 vol. 2 (1993) reinterpreta le poesie di Domenico Tempio, poeta catanese vissuto tra il Settecento e l'Ottocento. I dischi successivi sono pieni di cover, soprattutto di canzoni che hanno avuto grande successo in quegli anni, e di scenette recitate.
Sempre negli anni 90, la trasmissione televisiva Mai dire TV riprese una sua esibizione del brano A zita pilusa per la rete locale Antenna Sud.
Nel 1998 pubblica The bestia, dove a brani inediti come il medley Manuela / Pensami / Se mi lasci non vale (cover di brani di Julio Iglesias), affianca riarrangiamenti di vecchi successi, quali A Sausizza e Na Vota ni Lavaumu nta Pila. Durante la promozione di questo disco torna alla ribalta con diverse apparizioni televisive a Insieme trasmesso da Antenna Sicilia/Teletna.

### Anni 2000
Nei primi anni 2000 il gruppo dei Brigantini arrangia in chiave moderna alcuni suoi brani e, grazie alla pubblicazione di alcuni album, questa band originaria di Paternò, contribuì a far conoscere Brigantony anche tra i più giovani; Brigantony registrerà anche dei cori insieme a questa band negli album International (2002), Fazzu l'indianu (2003) (che contiene la hit I Never Stones to Your Sister presentata anche a Music Zoo di All Music) e Ma se il caldo arriva... (2005).
Nel 2005 partecipò all'evento Concerto per Catania, organizzato a sostegno della candidatura a sindaco di Enzo Bianco, a fianco di artisti conterranei quali Carmen Consoli, Mario Venuti, Tinturia, Lautari e Brando. Durante l'esibizione venne accompagnato dai cori dei Brigantini. Partecipò anche a vari concerti in Sicilia, riscuotendo un discreto successo tra il pubblico nelle estati 2008 e 2009.
Nel 2005 si candidò a sindaco di Catania ma gli furono annullati più di 1000 voti perché nelle schede veniva trovato scritto "Brigantony" anziché "Antonino Caponnetto". In questa occasione, infatti, nelle liste elettorali, vicino al nome, non era stato specificato "detto Brigantony".

### La morte
Morì il 22 luglio 2022 a causa di una malattia dopo essere stato ricoverato nel reparto di rianimazione dell'ospedale di Catania. L'amministrazione comunale di Catania propose alla famiglia di tumulare il feretro nel "viale degli illustri" del cimitero della città, zona riservata ai catanesi che col loro operato hanno dato lustro alla città ma, a seguito di lungaggini burocratiche, il feretro venne infine tumulato nella Cappella della Confraternita di Santa Maria del Carmelo. Il consiglio comunale ha anche deliberato per intitolargli un'area pubblica.

## I testi
Benché spesso ricolmi di parolacce e battute sconce dialettali, doppisensi e quant'altro, i testi di Brigantony mostrano spesso uno spaccato reale della vita siciliana, soprattutto catanese. Molto spesso i suoi brani sono dei messaggi sociali, come Kala Bula che denuncia l'abusivismo nei mercatini, Tutti ca fumunu e Cancru rock contro il fumo o di monito contro l'AIDS come in A Puppera. Frequentissime sono le canzoni e le scenette dedicate alla politica, al suo aspetto più corrotto e al disincanto della gente verso i politici, venate talvolta di un certo qualunquismo; canzoni e scenette emblematiche in questo senso sono: U ministru si cunfessa, Caro ministro, L'onorevole, L'Italia di oggi, Tempu di voti, Bastardi, Comu s'ammuccanu.
Molte canzoni parlano di omosessualità, come Padre Tamarindo, anticipa di diversi decenni il tema dell'omosessualità sul riconoscimento dell'identità di genere e al tempo stesso della sessualità in ambito clericale, introducendo spunti d'integrazione e di inclusione della società contemporanea.
In generale la sessualità è molto presente nei testi del poliedrico autore, con la presenza di personaggi eterosessuali, gay, queer e bisex. Il tema è trattato con molta leggerezza, portando la discussione a un livello di normalità e consuetudine. Esempi sono Osvaldo, Cu c'è c'è, L'Intervista, Mi piaci to soru, Sta Fitennu.
I pezzi di Brigantony parlano inoltre della Sicilia visitata in massa da stranieri, soprattutto negli anni Ottanta, facendo riferimenti continui alla città di Taormina, e citando i turisti in svariate canzoni, tra cui A Minchia al Sole, A Polacca e in 'U Cannolu. Forte anche la presenza statunitense, probabilmente anche per la vicina base USA di Sigonella, citata in I Never Stones to Your Sister.
Da menzionare infine il tema dell'emigrazione, molto sentito da Brigantony. L'interesse di Brigantony per questo argomento è dimostrato dal fatto che vi ha dedicato molte delle sue più belle canzoni "serie", come America, Pi n'pezzu di pani, Femmiti e parramu o Sicilia mia.
Il carcere, i rapinatori e l'indigenza familiare sono una tematica sentita e presente nei testi (il suo stesso nome ricorda il piccolo furfante): senza esprimere o pensare alcun giudizio di sorta, in particolare, nel 1992, anno della Strage di Capaci, « Haus » (dall'album "Si Puttanu La Me Vespa") è un brano rap – forse in parte autobiografico, in parte risultato di esperienze condivise – dove si narra senza ipocrisia che, nel secondo dopoguerra, quando gli uomini erano nella condizione economica del «'U ciumi tira petri» (in it. «essere al verde, essere poveri»), all'interno del quartiere rionale di Cibali a Catania, si iniziava un percorso d'illegalità fin da adolescenti con furti e poi via via fino al salto di "qualità" con le rapine in banca e con i sequestri per Cosa nostra: «... arrivannu a dudici anni m'abbiai ne' machineddi,/ quanti radiu arrubbai strati strati ne vaneddi,/ poi pinsai "tira o' rittu",/ e faceva qualchi scippu .../ (...) E criscennu iu cchiu ranni,/ m'abbiai iu 'nte banchi/ - agenzia e qualchi posta -/ e nei sequestri 'i Cosa nostra./». Il risultato di queste attività illecite si conclude però sempre con frequenti condanne detentive con la frase amara difronte al prezzo da pagare: «quannu ni n'amu passatu, iorni di villeggiatura a Bicocca, a piazza Lanza, a Caltanissetta ...», ossia vengono citati tre istituti di pena dislocati in Sicilia.
L'uso del tedesco è presente in almeno due brani: Amore ya ya ya (1993, da Messaggio d'amore) e nella versione dal vivo di 'A sucalora (1985, da Vamos a pilus) dal titolo "impronunciabile".

## Vita privata
Aveva una figlia di nome Alessia. Possedeva una pizzeria ad Acireale.

## Discografia

### Album in studio
- 1975 – A zita pilusa (GS Record, ripubblicato nel 1976 come A bella vita)
- 1980 – Divertimento in folk (Seamusica)
- 1981 – Brigan Tony si scatena!! (Seamusica)
- 1982 – In discoteca (Seamusica)
- 1983 – ...con amore (Seamusica)
- 1984 – 1X2 (Seamusica, SEA 048)
- 1984 – Vamos a pilus (CDS Music; ristampato nel 1985 dalla Seamusica, SEA 065)
- 1984 – Tanti auguri (Seamusica, SEA 090)
- 1985 – Milano (Rootmall)
- 1986 –  Ci'... nne' uno e...... (Scacco Matto/Vedette Records)
- 1987 – A ciolla (Seamusica)
- 1988 – 'Cò bullu (Seamusica)
- 1989 – 'U sucu do pollu (Seamusica)
- 1989 – Abbambata (Lambada) (Seamusica)
- 1990 – Cò filter (New Stelle)
- 1990 – Love (Seamusica)
- 1991 – D.O.C. (New New Stelle 004)
- 1991 – D.O.C. vol. 2 (New New Stelle 008)
- 1992 – Super Brigantony Man (New New Stelle 012)
- 1992 – Micio Tempio 2000 (New New Stelle 013)
- 1992 – Si puttanu la me vespa (New New Stelle 018)
- 1992 – Bastardes (New New Stelle 019)
- 1993 – Ppà vannu cu ce' ce' (New Stelle 026)
- 1993 – Micio Tempio 2000 vol. 2 (New New Stelle 027)
- 1993 – Messaggio d'amore (New New Stelle 028)
- 1994 – USA USA 94 (New New Stelle)
- 1995 – Alla sciggis minchis Mix (New New Stelle)
- 1995 – The Boss (Seamusica)
- 1996 – I conna non passunu (Seamusica)
- 1996 – Wanted! (Seamusica)
- 1997 – Cauru Dance (Seamusica)
- 1998 – Perché non te la fai mettere...nel disco? (Seamusica)
- 1998 - The bestia (Seamusica)
- 2000 – 'A banana (Seamusica)
- 2002 – International (New New Stelle)
- 2003 – Fazzu l'indianu (New New Stelle)
- 2005 – Ma se il caldo arriva... (Seamusica)
- 2006 – Non dire bugie (Seamusica)
- 2008 – In America (Seamusica)

### Live
- 1985 – Brigan Tony e la sua Sicilia (Seamusica)
- 1994 – Mix Live (New Stelle)

### Audiolibri
- 1987 – Carmelo Amania (Seamusica)
- 1988 – 90º Minuto (Seamusica)
- 1992 – Hotel del macco (Seamusica)

### Raccolte
- 1990 – I successi di Brigantony
- 1992 – Tutti i miei successi (Seamusica)
- 1992 – Linea remix
- 1992 – Linea remix vol. 2
- 1992 – Linea remix vol. 3
- 1997 – Tutti i miei successi vol. 2 (Seamusica)
- 1998 – Il peggio di Brigantony (Seamusica)
- 1998 – Il peggio di Brigantony vol. 2 (Seamusica)
- 1998 – Il peggio di Brigantony vol. 3 (Seamusica)
- 1998 – Il peggio di Brigantony vol. 4 (Seamusica)
- 1998 – Le scenette vol. 1 (Seamusica)
- 1998 – Le scenette vol. 2 (Seamusica)
- 1999 – Le scenette vol. 3 (Seamusica)
- 1999 – Il meglio di Brigantony
- 2001 – A cavallo
- 2002 – Le più belle di Brigantony (Seamusica)

### Singoli
- 1980 – E Ora Abballamu Tutti / A Sasizza (Seamusica)
- 1980 – Tarantella Capricciusa / Tarantella Ca Nocca (Seamusica)
- 1980 – U Gilatu Do Turcu / Ma Che Bella (Seamusica)
- 1980 – Tarantella Ca Nnocca / Tarantella Capricciusa (Seamusica)
- 1980 – U Spaghettu / Carusidda Siciliana (Seamusica)
- 1980 – A Cassa Malatia / Amuri Miu (Seamusica)
- 1980 – A Sasizza / E Ora Ballamu (Seamusica)
- 1981 – A' Nanna Si Nni Fuiu / Pi Mpezzu Di Pani (Seamusica)
- 19..? – Brigan Tony Si Scatena !! - Nonno Rock / Bedda (Seamusica)

## Videografia
- Telemelaviro (1992)
- Stuppai na fanta (2007)

## Filmografia
- Povera ma ricca di sogni (2000 !?), regia di Alfio Vittorio[23]
- Hey gringo! Spara per primo o muori (2015), regia di Mel Stoutman (aka Carmelo Gerardo Auteri) - mediometraggio[24]

## Televisione
- Il gioco... la vita... la risata... : viaggio attraverso lo spettacolo marginale in Sicilia (2ª puntata:  "Il teatro e le città... e Brigantony, un cantante popolare dei nostri tempi", RAI Sicilia, 1982), regia di Vanna Paoli - documentario in 4 puntate[25]

## Premi e riconoscimenti
- 1982: Premio Personaggio più gettonato per le radio libere siciliane
- 1985: Medaglia d'Onore Città di Milano
- 1986: Targa per la "Serata per la raccolta di fondi per gli emigrati in America" (a Long Island, USA)
- 1990: Premio per "I grandi della Sicilia" (in Australia)
- 1995: Premio Divulgatore della canzone siciliana nel mondo (Catania)
- 2001: Premio "La Sicilia che sorride" - III edizione
- 2021: Premio "Domenico Tempio" alla Carriera Conferito dall'Associazione Culturale Centro di Ricerca d'Arte e Poesia "Luigi Bulla" (Catania)